# Не питай мене ні про що
«Не питай мене ні про що» (рос. «Не спрашивай меня ни о чём») — радянський художній фільм-мелодрама 1991 року.

## Сюжет
Головна героїня фільму дізнається, що вона вагітна. Але хто батько дитини, вона точно не знає. На цю роль претендують два її близьких друзів. Правда, коли вона зізнається одному з них, з'ясовується, що він за медичними показаннями не може мати дітей. Також з'ясовується, що й інший її хлопець теж не може мати дітей.

## У ролях
- Юозас Будрайтіс —  Кирило
- В'ячеслав Невинний —  епізод
- Ніна Русланова —  Сусідка героїні
- Ірина Феофанова —  епізод
- Наталія Крачковська —  епізод
- Еммануїл Віторган —  епізод
- Мар'яна Полтєва | |  епізод
- Валерій Дік —  епізод

## Знімальна група
- Автори сценарію: Іван Бірюков, Роман Качанов
- Режисери: Роман Качанов, Іван Бірюков
- Оператор: Валентин Железняков
- Художник: Юрій Зєльонов
- Композитор: Юрій Саульський